# LPAR1
Receptor lizofosfatidne kiseline 1 je protein koji je kod ljudi kodiran LPAR1 genom. 1 je G protein spregnuti receptor za koji se vezuje lipidni signalni molekul lizofosfatidna kiselina (LPA).

## Funkcija
Integralni membranski protein kodiran ovim genom pripada grupi EDG receptora. Ti receptori su članovi familije G protein spregnutih receptora. EDG receptori posreduju različite bioločkie funkcije, uključujući proliferaciju, agregaciju trombocita, kontrakcije glatkih mišića, inhibiciju diferencijaciju neuroblastomnih ćelija, hemotaksu, i invaziju tumornih ćelija. Alternativno splajsovanje ovog gena je uočeno i dve transkriptne varijante su opisane. One kodiraju identične proteine.

## Literatura
- An S, Goetzl EJ, Lee H (1999). „Signaling mechanisms and molecular characteristics of G protein-coupled receptors for lysophosphatidic acid and sphingosine 1-phosphate.”. J. Cell. Biochem. Suppl. 30-31: 147—57. PMID 9893266.
- Contos JJ, Ishii I, Chun J (2001). „Lysophosphatidic acid receptors.”. Mol. Pharmacol. 58 (6): 1188—96. PMID 11093753.
- Moolenaar WH, Kranenburg O, Postma FR, Zondag GC (1997). „Lysophosphatidic acid: G-protein signalling and cellular responses.”. Curr. Opin. Cell Biol. 9 (2): 168—73. PMID 9069262. doi:10.1016/S0955-0674(97)80059-2.
- Fukushima N, Kimura Y, Chun J (1998). „A single receptor encoded by vzg-1/lpA1/edg-2 couples to G proteins and mediates multiple cellular responses to lysophosphatidic acid.”. Proc. Natl. Acad. Sci. U.S.A. 95 (11): 6151—6. PMC 27607 . PMID 9600933. doi:10.1073/pnas.95.11.6151.
- An S, Bleu T, Zheng Y, Goetzl EJ (1998). „Recombinant human G protein-coupled lysophosphatidic acid receptors mediate intracellular calcium mobilization.”. Mol. Pharmacol. 54 (5): 881—8. PMID 9804623.
- Cervera, P.; M, Tirard; Barron, S.;  . (2002). „Immunohistological localization of the myelinating cell-specific receptor LP(A1).”. Glia. 38 (2): 126—36. PMID 11948806. doi:10.1002/glia.10054.
- Hama, K.; K, Bandoh; Kakehi, Y.;  . (2002). „Lysophosphatidic acid (LPA) receptors are activated differentially by biological fluids: possible role of LPA-binding proteins in activation of LPA receptors.”. FEBS Lett. 523 (1-3): 187—92. PMID 12123830. doi:10.1016/S0014-5793(02)02976-9.
- Van Leeuwen FN; Olivo, C.; S, Grivell;  . (2003). „Rac activation by lysophosphatidic acid LPA1 receptors through the guanine nucleotide exchange factor Tiam1.”. J. Biol. Chem. 278 (1): 400—6. PMID 12393875. doi:10.1074/jbc.M210151200.
- Strausberg, R. L.; Feingold, E. A.; Grouse, L. H.;  . (2003). „Generation and initial analysis of more than 15,000 full-length human and mouse cDNA sequences.”. Proc. Natl. Acad. Sci. U.S.A. 99 (26): 16899—903. PMC 139241 . PMID 12477932. doi:10.1073/pnas.242603899.
- Murph MM, Scaccia LA, Volpicelli LA, Radhakrishna H (2004). „Agonist-induced endocytosis of lysophosphatidic acid-coupled LPA1/EDG-2 receptors via a dynamin2- and Rab5-dependent pathway.”. J. Cell. Sci. 116 (Pt 10): 1969—80. PMID 12668728. doi:10.1242/jcs.00397.
- Shida, D.; J, Kitayama; Yamaguchi, H.;  . (2003). „Lysophosphatidic acid (LPA) enhances the metastatic potential of human colon carcinoma DLD1 cells through LPA1.”. Cancer Res. 63 (7): 1706—11. PMID 12670925.
- Matsuda, A.; Y, Suzuki; Honda, G.;  . (2003). „Large-scale identification and characterization of human genes that activate NF-kappaB and MAPK signaling pathways.”. Oncogene. 22 (21): 3307—18. PMID 12761501. doi:10.1038/sj.onc.1206406.
- Xu J, Lai YJ, Lin WC, Lin FT (2004). „TRIP6 enhances lysophosphatidic acid-induced cell migration by interacting with the lysophosphatidic acid 2 receptor.”. J. Biol. Chem. 279 (11): 10459—68. PMID 14688263. doi:10.1074/jbc.M311891200.
- Komuro, Y.; T, Watanabe; Kitayama, J.;  . (2004). „The Immunohistochemical expression of endothelial cell differentiation gene-2 receptor in human colorectal adenomas.”. Hepatogastroenterology. 50 (54): 1770—3. PMID 14696401.
- Ota, T.; Y, Suzuki; Nishikawa, T.;  . (2004). „Complete sequencing and characterization of 21,243 full-length human cDNAs.”. Nat. Genet. 36 (1): 40—5. PMID 14702039. doi:10.1038/ng1285.
- Kaneider, N. C.; Lindner, J.; C, Feistritzer;  . (2005). „The immune modulator FTY720 targets sphingosine-kinase-dependent migration of human monocytes in response to amyloid beta-protein and its precursor.”. FASEB J. 18 (11): 1309—11. PMID 15208267. doi:10.1096/fj.03-1050fje.

## Spoljašnje veze
- „Lysophospholipid Receptors: LPA1”. IUPHAR Database of Receptors and Ion Channels. International Union of Basic and Clinical Pharmacology. Архивирано из оригинала 03. 03. 2016. г.
- Lysophospholipid+receptors на 